# 2015. évi CXLIII. törvény
A 2015. évi CXLIII. törvény az Országgyűlés által alkotott negyedik közbeszerzési törvény. A korábbi jogszabály, a 2011. évi CVIII. törvény mindössze négy évig volt hatályban 2011 és 2015 között. A kodifikációt az indokolta, hogy az Európai Unió a közbeszerzés átfogó reformját valósította meg 2014-ben, s mivel szoros határidőt tűzött a jogharmonizációra, ezért egyszerűbb volt új jogszabályt alkotni, mint a meglévő 2011-es jogszabályt módosítani. Az Európai Unió tagállamai közül Magyarország teljesítette elsőként a jogharmonizációs kötelezettséget. A reformnak megfelelő magyar közbeszerzési törvény már 2015-ben hatályba lépett.

## Története

### Reformok
A magyar jogalkotó 2011-ben már végrehajtott egy reformot a közbeszerzés területén. Dereguláció révén jelentősen egyszerűsítette a közbeszerzési törvényt, s áttekinthetőbbé, rugalmasabbá tette a jogi szabályozást. A közbeszerzési eljárások lebonyolítását is egyszerűsítette, ami kedvezően hatott a kis- és középvállalkozások közbeszerzési piacon való érvényesülésére és a közpénz-felhasználás hatékonyságára.
Az európai jogalkotó többéves késedelem után, 2014. február 26-án három új közbeszerzési irányelvet alkotott. A jogalkotás a közbeszerzés átfogó reformjaként új szemléletet is hozott. A korábbi irányelvek az egységes közbeszerzési piac kialakulását, a piaci verseny torzulásmentes érvényesülését és az uniós vállalkozások esélyegyenlőségét tekintették fő céljuknak. A 2014-es szabályozás azonban már az innovációt, a szociális célokat (foglalkoztatás, munkahely-teremtés) és a fenntarthatóságot (környezetvédelem).
Az új közbeszerzési irányelvek az Európai Unió Hivatalos Lapjában 2014. március 28-án kerültek kihirdetésre. A tagállamoknak 2016. április 18-ig kellett átültetniük ezeket a tagállami jogukba, az elektronikus közbeszerzésre vonatkozó részeket a központi beszerző szervek tekintetében 2017. április 18-ig, valamennyi ajánlatkérő szervezetre vonatkozóan pedig 2018. október 18-ig.

### Célok
A magyar jogalkotó az uniós jogharmonizációs kötelezettség teljesítésén felül az alábbi főbb célokat követte:
- a közbeszerzések átláthatóságának növelése,
- az eljárások további egyszerűsítése és gyorsítása,
- a vállalkozások adminisztratív terheinek csökkentése,
- a társadalmilag és gazdaságilag legmegfelelőbb beszerzési eredmény elérése,
- a kis- és közepes vállalkozások sikeres szereplésének támogatása,
- a szélesebb körű verseny előmozdítása.[1]

### Kihirdetés, módosítás, hatály
Az Országgyűlés a közbeszerzésekről szóló 2015. évi CXLIII. törvényt 2015. szeptember 22-én fogadta el. A Magyar Közlöny 2015/142. számában, 2015. október 2-án hirdették ki. 2015. november 1-jén lépett hatályba.

## Tartalom
A törvény a kihirdetésekor mindössze 201 §-t és 4 mellékletet tartalmazott, s nyolc részre tagolódott:
- Első rész: Általános rendelkezések (alkalmazási kör, alapelvek, értelmező rendelkezések, személyi és tárgyi hatály, a közbeszerzéssel kapcsolatos egyéb közös rendelkezések).
- Második rész: Az uniós értékhatárt elérő értékű közbeszerzések szabályai (felhívás, ajánlatok és részvételi jelentkezések, közbeszerzési dokumentumok, bírálat, eredmény, eljárásfajták: nyílt, meghívásos, tárgyalásos stb., sajátos beszerzési módszerek: keretmegállapodás, dinamikus beszerzési rendszer, elektronikus árlejtés és katalógusok).
- Harmadik rész: Az uniós értékhatár alatti eljárás (alkalmazandó eljárási szabályok, elektronikus licit, saját beszerzési szabályok alkalmazása)
- Negyedik rész: A koncessziós beszerzési eljárás
- Ötödik rész: A szerződésekkel kapcsolatos rendelkezések (a szerződés megkötése, biztosítékai, érvénytelensége, módosítása stb.)
- Hatodik rész: A közbeszerzésekkel kapcsolatos jogorvoslatok (eljárási szabályok, a közbeszerzési biztosok, a Közbeszerzési Döntőbizottság határozatai, a bírósági felülvizsgálat, az Európai Bíróság előzetes döntéshozatali eljárása)
- Hetedik rész: A Közbeszerzési Hatóság és a Közbeszerzési Döntőbizottság (a Hatóság szervezete, feladatai, a Tanács Közbeszerzési Döntőbizottság szervezete, jogköre)
- Nyolcadik rész: Záró rendelkezések (uniós kötelezettségek, hatálybalépés, felhatalmazás, módosítás stb.)

A törvény számos új intézménye közül kiemelkedik az ingyenes elektronikus kommunikáció lehetősége, valamint a nyilatkozati elv alapján használt egységes európai közbeszerzési dokumentum. Új eljárástípus az innovációs partnerség. A törvény hatályának idején indult el az elektronikus közbeszerzési rendszer (EKR).
| Év   | Módosítások száma           |
| ---- | --------------------------- |
| 2015 | 4 (hatálybalépéssel együtt) |
| 2016 | 7                           |
| 2017 | 5                           |
| 2018 | 6                           |
| 2019 | 4                           |
| 2020 | 1                           |

## Kapcsolódó jog
- AZ EURÓPAI PARLAMENT ÉS A TANÁCS 2014/24/EU IRÁNYELVE (2014. február 26.) a közbeszerzésről és a 2004/18/EK irányelv hatályon kívül helyezéséről. EUR-Lex. (Hozzáférés: 2019. március 8.)
- AZ EURÓPAI PARLAMENT ÉS A TANÁCS 2014/25/EU IRÁNYELVE (2014. február 26.) a vízügyi, energiaipari, közlekedési és postai szolgáltatási ágazatban működő ajánlatkérők beszerzéseiről és a 2004/17/EK irányelv hatályon kívül helyezéséről. EUR-Lex. (Hozzáférés: 2019. március 8.)
- AZ EURÓPAI PARLAMENT ÉS A TANÁCS 2014/23/EU IRÁNYELVE (2014. február 26.) a koncessziós szerződésekről. EUR-Lex. (Hozzáférés: 2019. március 8.)

## Kapcsolódó irodalom
- A közbeszerzésekről szóló 2015. évi CXLIII. törvény kommentárja. Budapest: Magyar Közlöny Lap- és Könyvkiadó Kft. (2019). ISBN ISBN 978-615-5710-65-0

- szerk.: Dezső Attila: Kommentár a közbeszerzésekről szóló 2015. évi CXLIII. törvényhez. Budapest: Wolters Kluwer, (2016)